# 98 TCN
Năm 98 TCN là một năm trong lịch Julius. 